# Il sostituto (programma televisivo)
Il sostituto  è un programma televisivo statunitense prodotto dal network televisivo Nickelodeon.
Il programma è stato annunciato il 14 febbraio 2019. Il 23 marzo dello stesso anno è stata distribuita un'anteprima ai Kids' Choice Awards che ha visto come ospite della prima puntata l'attore Jace Norman. La prima stagione è stata trasmessa regolarmente dal 1º aprile 2019. Il 23 ottobre 2020 è stata annunciata la produzione della seconda stagione che è partita regolarmente dal successivo 31 ottobre 2020 fino al 25 febbraio 2021.
In Italia il programma è andato in onda dal 14 dicembre 2020 al 25 ottobre 2021 su Nickelodeon.

## Trama
Lo spettacolo presenta barzellette e celebrità che vanno sotto copertura come insegnanti supplenti per sorprendere gli studenti, con donazioni di 25000 $ a ogni scuola che visitano.

## Puntate

### Prima edizione
| nº | Titolo originale       | Titolo italiano        | Prima TV USA     | Prima TV Italia  |
| -- | ---------------------- | ---------------------- | ---------------- | ---------------- |
| 1  | Jace Norman            | Jace Norman            | 1 aprile 2019    | 14 dicembre 2020 |
| 2  | Lilly Singh            | Lilly Singh            | 18 maggio 2019   | 14 dicembre 2020 |
| 3  | John Cena              | John Cena              | 4 ottobre 2019   | 14 dicembre 2020 |
| 4  | Ne-Yo                  | Ne-Yo                  | 30 novembre 2019 | 15 dicembre 2020 |
| 5  | The Bella Twins        | The Bella Twins        | 31 gennaio 2020  | 16 dicembre 2020 |
| 6  | Rico & Raini Rodriguez | Rico & Raini Rodriguez | 7 febbraio 2020  | 17 dicembre 2020 |
| 7  | Asher Angel            | Asher Angel            | 8 febbraio 2020  | 17 dicembre 2020 |
| 8  | Shaun White            | Shaun White            | 15 febbraio 2020 | 18 dicembre 2020 |
| 9  | JoJo Siwa              | JoJo Siwa              | 22 febbraio 2020 | 21 dicembre 2020 |
| 10 | Johnny Orlando         | Johnny Orlando         | 7 marzo 2020     | 21 dicembre 2020 |
| 11 | Cooper Barnes          | Cooper Barnes          | 14 marzo 2020    | 21 dicembre 2020 |
| 12 | Kel Mitchell           | Kel Mitchell           | 28 marzo 2020    | 21 dicembre 2020 |
| 13 | Top 10 Wildest Pranks  | I 10 scherzi più folli | 9 maggio 2020    | 22 dicembre 2020 |

### Seconda edizione
| nº | Titolo originale | Titolo italiano  | Prima TV USA     | Prima TV Italia |
| -- | ---------------- | ---------------- | ---------------- | --------------- |
| 1  | Baby Ariel       | Baby Ariel       | 31 ottobre 2020  | 18 ottobre 2021 |
| 2  | Chloe Kim        | Chloe Kim        | 7 novembre 2020  | 18 ottobre 2021 |
| 3  | Chris Paul       | Chris Paul       | 14 novembre 2020 | 19 ottobre 2021 |
| 4  | Gabriel Iglesias | Gabriel Iglesias | 10 dicembre 2020 | 19 ottobre 2021 |
| 5  | The Miz          | The Miz          | 7 gennaio 2021   | 20 ottobre 2021 |
| 6  | DeAndre Jordan   | DeAndre Jordan   | 14 gennaio 2021  | 20 ottobre 2021 |
| 7  | Peyton List      | Peyton List      | 21 gennaio 2021  | 21 ottobre 2021 |
| 8  | Zedd             | Zedd             | 28 gennaio 2021  | 21 ottobre 2021 |
| 9  | Lele Pons        | Lele Pons        | 4 febbraio 2021  | 22 ottobre 2021 |
| 10 | Why Don't We     | Why Don't We     | 11 febbraio 2021 | 22 ottobre 2021 |
| 11 | Ty Dolla $ign    | Ty Dolla $ign    | 18 febbraio 2021 | 25 ottobre 2021 |
| 12 | Juanpa Zurita    | Juanpa Zurita    | 25 febbraio 2021 | 25 ottobre 2021 |